# Reykjavik-Rotterdam
Reykjavik-Rotterdam és una pel·lícula islandesa dirigida per Óskar Jónasson i protagonitzada per Baltasar Kormákur. S'ha subtitulat al català.

## Argument
Com un peix a terra, Kristofer viu en una rutina diària, treballant com a guàrdia de seguretat. Va ser acomiadat de la nau de càrrega on treballava, quan el van agafar amb alcohol de contraban. Amb problemes de diners, accepta l'ajuda del seu amic, Steingrimur, qui tira d'alguns fils per aconseguir una feina. Decideix prova la sort en una en una gira a Rotterdam.

## Rebuda
La pel·lícula va ser estrenada l'octubre del 2008. Va ser emesa pel canal ARD de la televisió alemanya l'1 de gener 2010.
Reykjavik-Rotterdam és una de les pel·lícules d'Islàndia de més gran pressupost de tota la història, i presenta una estrella del cinema islandès.
La pel·lícula va guanyar cinc premis Edda, incloent guió millor, director, muntatge, so, i música:
·	Director - Óskar Jónasson
·	Guió - Arnaldur Indriðason i Óskar Jónasson
·	Muntatge - Elísabet Rónaldsdóttir
·	Disseny de so - Kjartan Kjartansson i Ingvar Lundberg
·	Música per pel·lícula o televisió - Barði Jóhannsson
L'Acadèmia islandesa del cinema i la televisió va escollir Reykjavik-Rotterdam per representar Islàndia als Oscar, en la categoria de millor pel·lícula estrangera, encara que va fallar per rebre un nomenament a l'Oscar.
Variety, després de ser exhibida al Festival Internacional de Palm Springs
 el va definir com un "producte sincer" de l'equip de Baltasar Kormakur, I és més excèntrica que Jar City i "poc comercial" amb acció, cops d'humor i arrelament protagonitzada eficaçment per Kormakur."